# Château-l'Abbaye
Pour les articles homonymes, voir Château (homonymie) et l'Abbaye.
Château-l'Abbaye est une commune française située dans le département du Nord, en région Hauts-de-France.

## Géographie

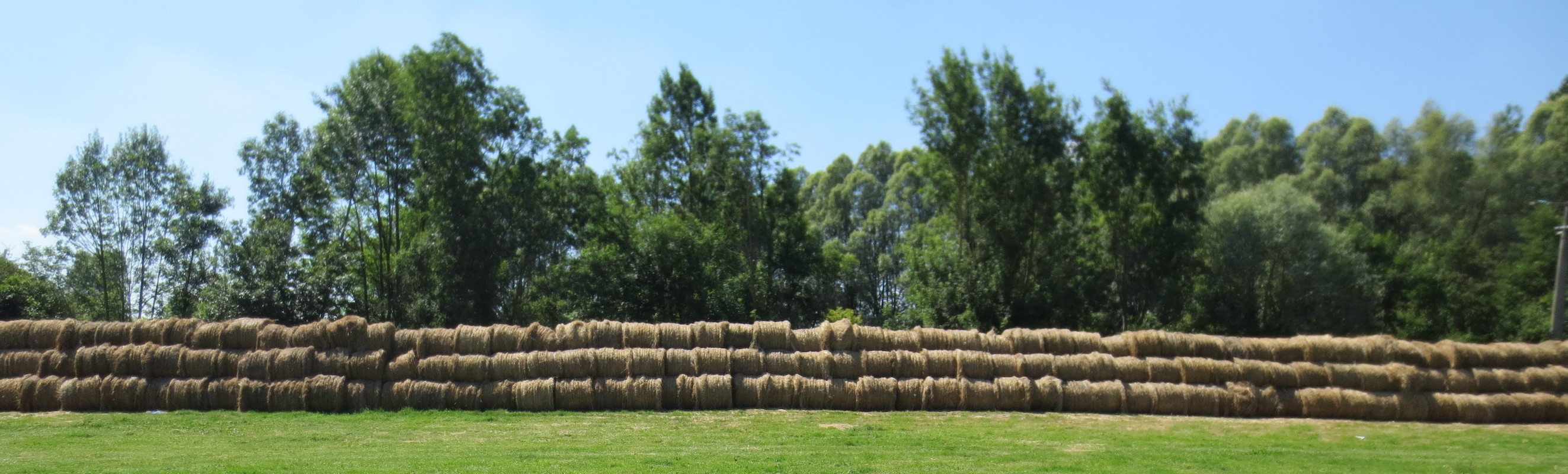
Vue panoramique de Château-l'Abbaye

### Communes limitrophes
| Mortagne-du-Nord |                  | Flines-lès-Mortagne |
| Thun-Saint-Amand | Château-l'Abbaye |                     |
|                  | Nivelle          | Bruille-Saint-Amand |

### Hydrographie

#### Réseau hydrographique
La commune est située dans le bassin Artois-Picardie. Elle est drainée par la Scarpe canalisée, l'Escaut canalisée, la Grande Traitoire, le Décours Aval, le Courant des balles amont et la seuve, le Courant des Balles Aval, le Courant des Rocheux, le Décours Ancien Tracé et divers autres petits cours d'eau,.
La Scarpe canalisée et une section canalisée de la Scarpe, d'une longueur de 67 km, prend sa source dans la commune de Arras et se jette  dans l'Escaut canalisée à Mortagne-du-Nord, après avoir traversé 34 communes. Les caractéristiques hydrologiques de la Scarpe canalisée sont données par la station hydrologique située sur la commune. Le débit moyen mensuel est de 5,43 m3/s. Le débit moyen journalier maximum est de 39,812 mars 202 052,4 m3/s, atteint le 9 juillet 2006.
L'Escaut est un fleuve européen de 355 km de long, qui traverse trois pays (France, Belgique et Pays-Bas), avant de se jeter en mer du Nord. La partie canalisée en France relie Cambraià , après avoir traversé 34 communes.
La Grande Traitoire  est un canal, chenal et un cours d'eau naturel non navigable, d'une longueur de 24 km, qui prend sa source dans la commune de Pecquencourt et se jette  dans la Scarpe canalisée sur la commune, après avoir traversé onze communes.
Le Jard, est un cours d'eau évacuant le trop-plein de l'étang de Chabaud-Latour, parallèle à l'Escaut canalisé à partir de Condé-sur-l'Escaut et s'y jetant (r.d.) à la limite entre Flines-lès-Mortagne et Château-l'Abbaye.

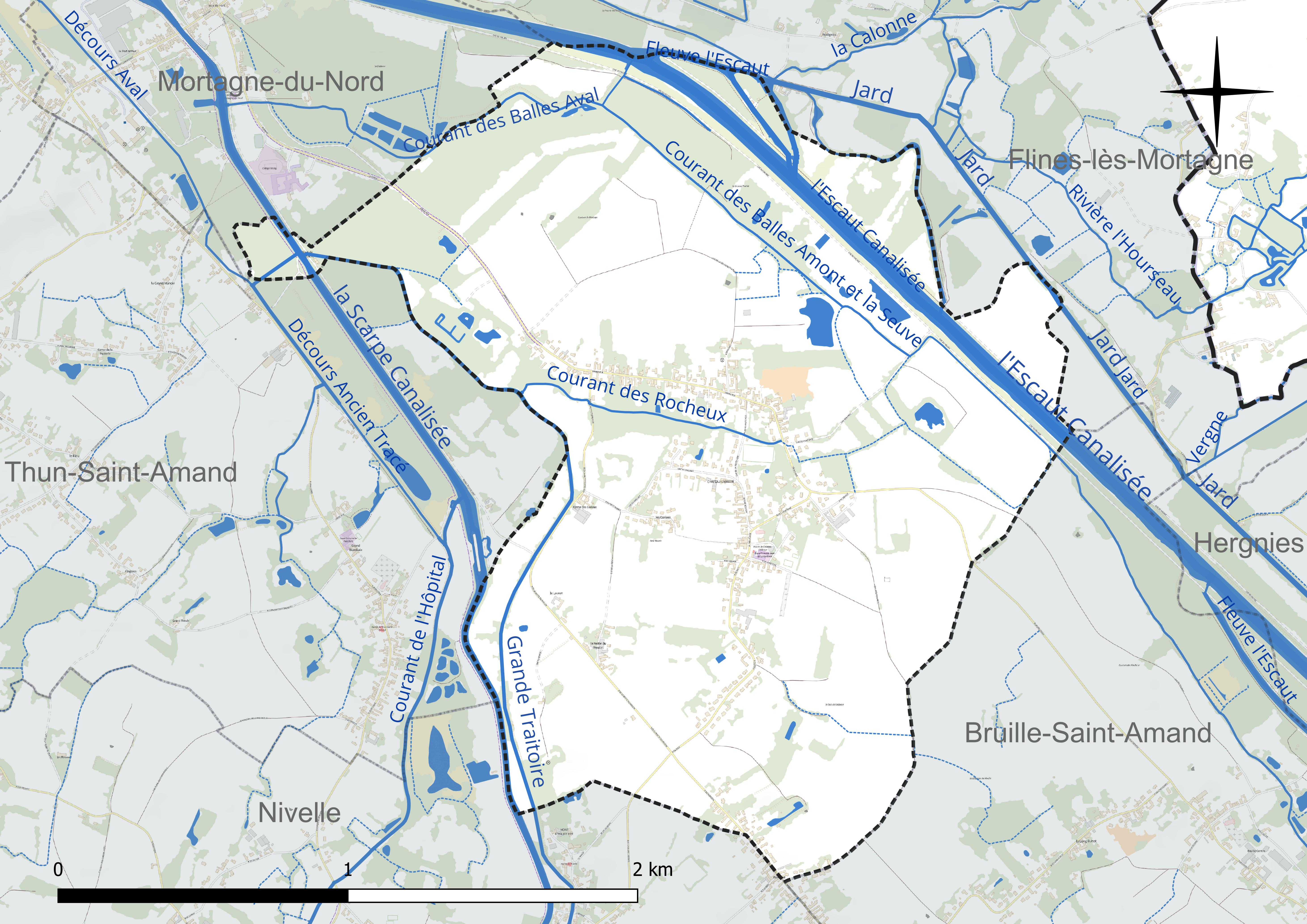
Réseau hydrographique de Château-l'Abbaye.

#### Gestion et qualité des eaux
Le territoire communal est couvert par le schéma d'aménagement et de gestion des eaux (SAGE) « Escaut ». Ce document de planification concerne un territoire de 2 005 km2 de superficie, délimité par le bassin versant de l'Escaut. Le périmètre a été arrêté le 9 juin 2006 et le SAGE proprement dit a été approuvé le 13 juillet 2021. La structure porteuse de l'élaboration et de la mise en œuvre est le syndicat mixte Escaut et Affluents (SyMEA).
La qualité des cours d'eau peut être consultée sur un site dédié géré par les agences de l'eau et l'Agence française pour la biodiversité.

### Climat
Pour des articles plus généraux, voir Climat des Hauts-de-France et Climat du Nord.
En 2010, le climat de la commune est de type climat océanique dégradé des plaines du Centre et du Nord, selon une étude du CNRS s'appuyant sur une série de données couvrant la période 1971-2000. En 2020, Météo-France publie une typologie des climats de la France métropolitaine dans laquelle la commune est exposée à un climat océanique altéré et est dans la région climatique  Nord-est du bassin Parisien, caractérisée par un ensoleillement médiocre, une pluviométrie moyenne régulièrement répartie au cours de l'année et un hiver froid (3 °C).
Pour la période 1971-2000, la température annuelle moyenne est de 10,7 °C, avec une amplitude thermique annuelle de 14,6 °C. Le cumul annuel moyen de précipitations est de 718 mm, avec 11,9 jours de précipitations en janvier et 9,6 jours en juillet. Pour la période 1991-2020, la température moyenne annuelle observée sur la station météorologique la plus proche, située sur la commune de Valenciennes à 14 km à vol d'oiseau, est de 11,0 °C et le cumul annuel moyen de précipitations est de 694,1 mm,. Pour l'avenir, les paramètres climatiques de la commune estimés pour 2050 selon différents scénarios d'émission de gaz à effet de serre sont consultables sur un site dédié publié par Météo-France en novembre 2022.

## Urbanisme

### Typologie
Au 1er janvier 2024, Château-l'Abbaye est catégorisée bourg rural, selon la nouvelle grille communale de densité à sept niveaux définie par l'Insee en 2022.
Elle appartient à l'unité urbaine de Saint-Amand-les-Eaux, une agglomération intra-départementale regroupant 15  communes, dont elle est une commune de la banlieue,,. Par ailleurs la commune fait partie de l'aire d'attraction de Lille (partie française), dont elle est une commune de la couronne,. Cette aire, qui regroupe 201 communes, est catégorisée dans les aires de 700 000 habitants ou plus (hors Paris),.

### Occupation des sols
L'occupation des sols de la commune, telle qu'elle ressort de la base de données européenne d'occupation biophysique des sols Corine Land Cover (CLC), est marquée par l'importance des territoires agricoles (81,6 % en 2018), en diminution par rapport à 1990 (86,7 %). La répartition détaillée en 2018 est la suivante : 
prairies (55,6 %), terres arables (26 %), zones urbanisées (13,1 %), forêts (5,4 %). L'évolution de l'occupation des sols de la commune et de ses infrastructures peut être observée sur les différentes représentations cartographiques du territoire : la carte de Cassini (XVIIIe siècle), la carte d'état-major (1820-1866) et les cartes ou photos aériennes de l'IGN pour la période actuelle (1950 à aujourd'hui).

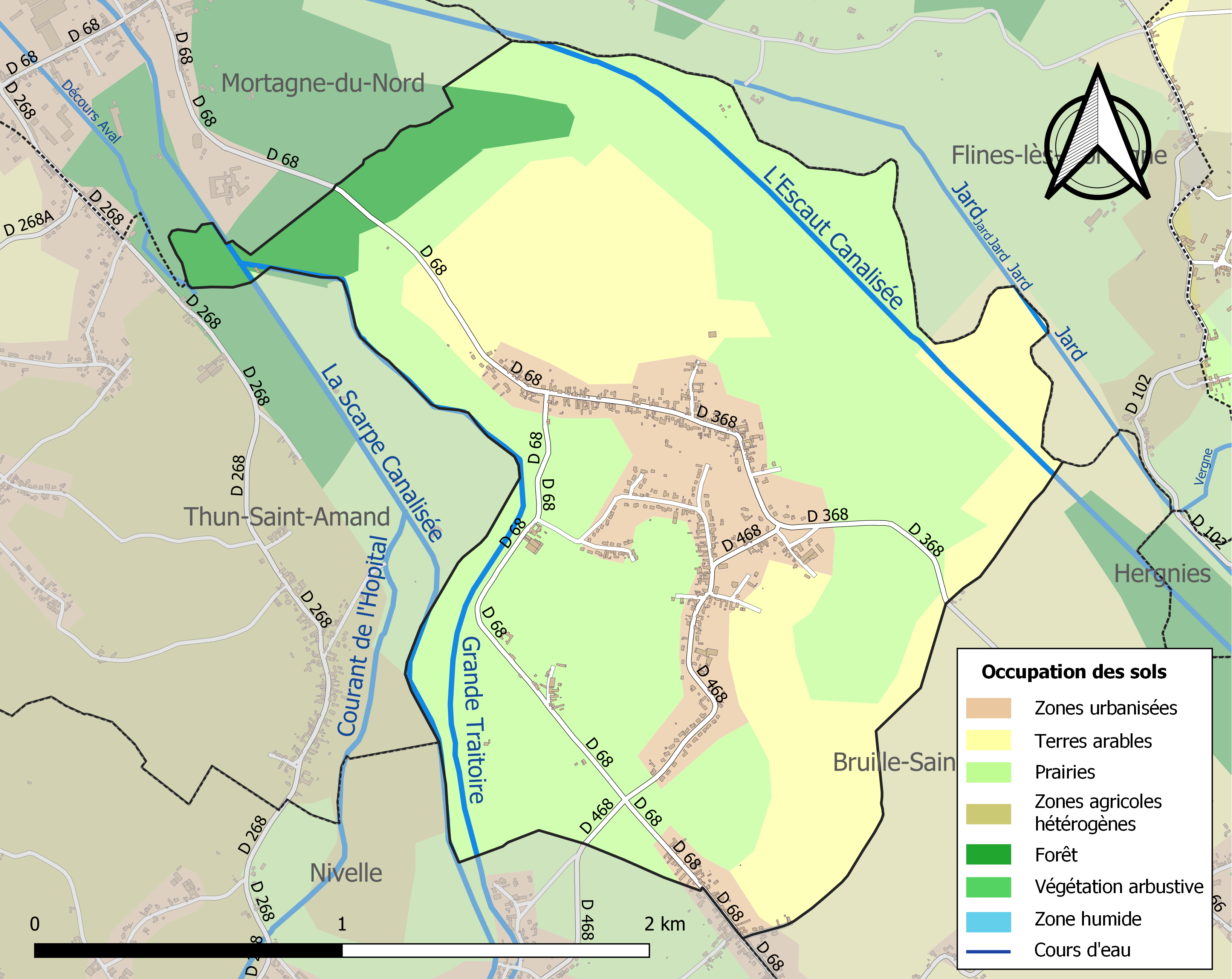
Carte des infrastructures et de l'occupation des sols de la commune en 2018 (CLC).

### Voies de communications et transports
La commune est desservie par la ligne 108 du réseau Transvilles.

## Toponymie
Castellum Dei. Castellum abbatiale. Castellum Mauritiniaœ. Abbatia S. Martini de Castello juxta Mauritaniam

## Histoire
Certains chroniqueurs prétendent[réf. nécessaire] que l'origine du nom de la commune provient d'une Abbaye fondée par le roi Louis le Bègue.
En 1140, après son abandon, l'abbaye est restaurée par Evrard Radoulx, châtelain de Tournai et prince de Mortagne qui voulut y être enseveli. Les premiers hôtes sont des moines de l'Abbaye de Vicogne puis des moines de l'ordre des Prémontrés.
En 1141, l'abbaye est mentionnée dans les actes de l'évêque d'Arras, Alvise.
Les enfants de François Louis Joseph de Fernig y ont été baptisés.
Mortagne a longtemps conservé dans ses archives des documents concernant la commune de Château-l'abbaye, parce qu'avant la Révolution, la commune faisait partie des dépendances de Mortagne et y était soumise, tant pour les contributions directes, impôts, octrois que pour les procédures de toute nature.

## Héraldique
|  | Les armes de Château-l'Abbaye se blasonnent ainsi :"De gueules au senestrochère de carnation mouvant du flanc dextre, habillé d'or et tenant une rose au naturel feuillée de sinople." |

## Politique et administration
Maire de 1802 à 1807 : F. Cochin,.
Maire en 1808 : Hache.
Maire en 1834 : Hipolyte Camberlin.
Maire en 1881 : Camberlin.
| Période                                  | Période   | Identité              | Étiquette     | Qualité |
| ---------------------------------------- | --------- | --------------------- | ------------- | ------- |
| mars 1977                                | mars 2008 | Marie-Jeanne Dufernez |               |         |
| mars 2008                                | en cours  | Waldemar Domin        | Divers droite |         |
| Les données manquantes sont à compléter. |           |                       |               |         |

### Instances judiciaires et administratives
La commune relève du tribunal d'instance de Valenciennes, du tribunal de grande instance de Valenciennes, de la cour d'appel de Douai, du tribunal pour enfants de Valenciennes, du conseil de prud'hommes de Valenciennes, du tribunal de commerce de Valenciennes, du tribunal administratif de Lille et de la cour administrative d'appel de Douai.

## Population et société

### Démographie

#### Évolution démographique
L'évolution du nombre d'habitants est connue à travers les recensements de la population effectués dans la commune depuis 1800. Pour les communes de moins de 10 000 habitants, une enquête de recensement portant sur toute la population est réalisée tous les cinq ans, les populations de référence des années intermédiaires étant quant à elles estimées par interpolation ou extrapolation. Pour la commune, le premier recensement exhaustif entrant dans le cadre du nouveau dispositif a été réalisé en 2008.

En 2022, la commune comptait 886 habitants, en évolution de +0,23 % par rapport à 2016 (Nord : +0,51 %, France hors Mayotte : +2,11 %).
| 1800 | 1806 | 1821 | 1831 | 1836 | 1841  | 1846 | 1851 | 1856 |
| ---- | ---- | ---- | ---- | ---- | ----- | ---- | ---- | ---- |
| 718  | 787  | 911  | 890  | 980  | 1 042 | 965  | 817  | 817  |

| 1861 | 1866 | 1872 | 1876 | 1881 | 1886 | 1891 | 1896 | 1901 |
| ---- | ---- | ---- | ---- | ---- | ---- | ---- | ---- | ---- |
| 807  | 850  | 828  | 802  | 766  | 752  | 695  | 681  | 630  |

| 1906 | 1911 | 1921 | 1926 | 1931 | 1936 | 1946 | 1954 | 1962 |
| ---- | ---- | ---- | ---- | ---- | ---- | ---- | ---- | ---- |
| 625  | 669  | 580  | 575  | 535  | 546  | 510  | 609  | 593  |

| 1968 | 1975 | 1982 | 1990 | 1999 | 2006 | 2008 | 2013 | 2018 |
| ---- | ---- | ---- | ---- | ---- | ---- | ---- | ---- | ---- |
| 610  | 630  | 590  | 714  | 759  | 840  | 863  | 883  | 864  |

| 2022 | - | - | - | - | - | - | - | - |
| ---- | - | - | - | - | - | - | - | - |
| 886  | - | - | - | - | - | - | - | - |

#### Pyramide des âges
La population de la commune est relativement jeune.
En 2018, le taux de personnes d'un âge inférieur à 30 ans s'élève à 35,7 %, soit en dessous de la moyenne départementale (39,5 %). À l'inverse, le taux de personnes d'âge supérieur à 60 ans est de 20,4 % la même année, alors qu'il est de 22,5 % au niveau départemental.
En 2018, la commune comptait 431 hommes pour 433 femmes, soit un taux de 50,12 % de femmes, légèrement inférieur au taux départemental (51,77 %).
Les pyramides des âges de la commune et du département s'établissent comme suit.
| Hommes | Classe d’âge | Femmes |
| ------ | ------------ | ------ |
| 0,2    | 90 ou +      | 0,2    |
| 3,0    | 75-89 ans    | 4,8    |
| 14,8   | 60-74 ans    | 17,6   |
| 22,3   | 45-59 ans    | 21,2   |
| 21,6   | 30-44 ans    | 22,9   |
| 16,0   | 15-29 ans    | 14,3   |
| 22,0   | 0-14 ans     | 18,9   |

| Hommes | Classe d’âge | Femmes |
| ------ | ------------ | ------ |
| 0,5    | 90 ou +      | 1,4    |
| 5,3    | 75-89 ans    | 8,1    |
| 14,8   | 60-74 ans    | 16,2   |
| 19,1   | 45-59 ans    | 18,4   |
| 19,5   | 30-44 ans    | 18,7   |
| 20,7   | 15-29 ans    | 19,1   |
| 20,2   | 0-14 ans     | 18     |

## Lieux et monuments

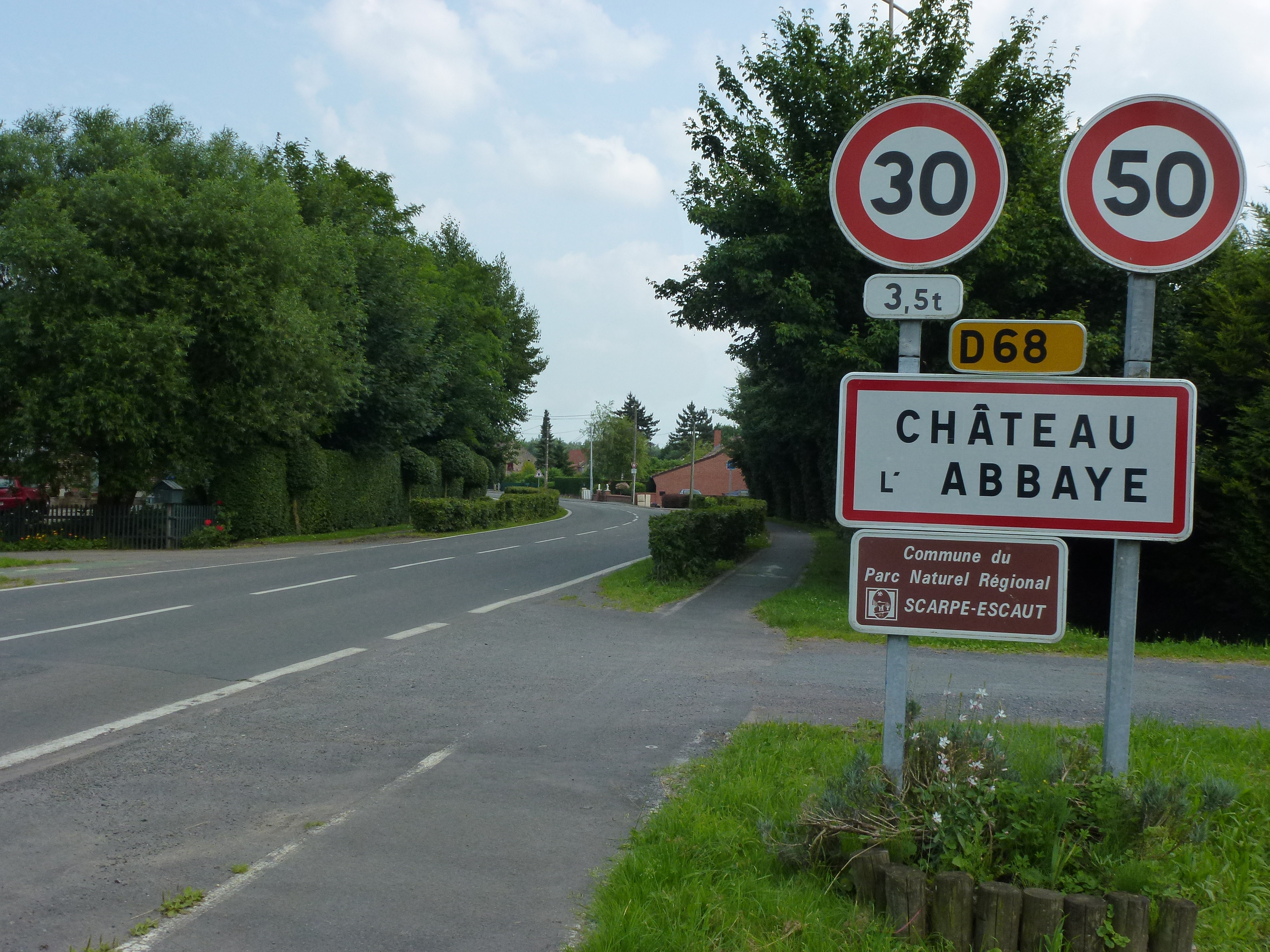
Entrée du village
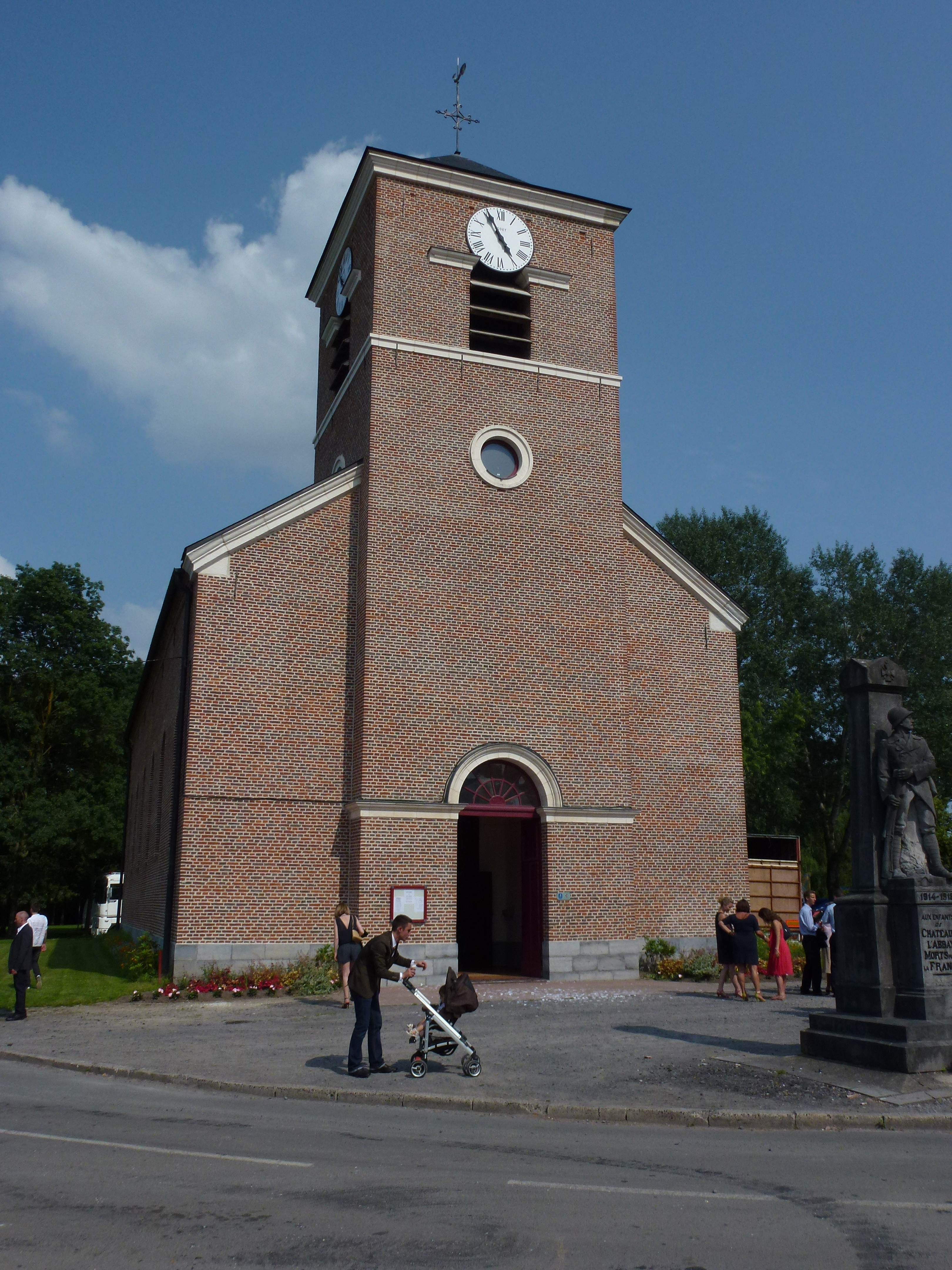
L'église
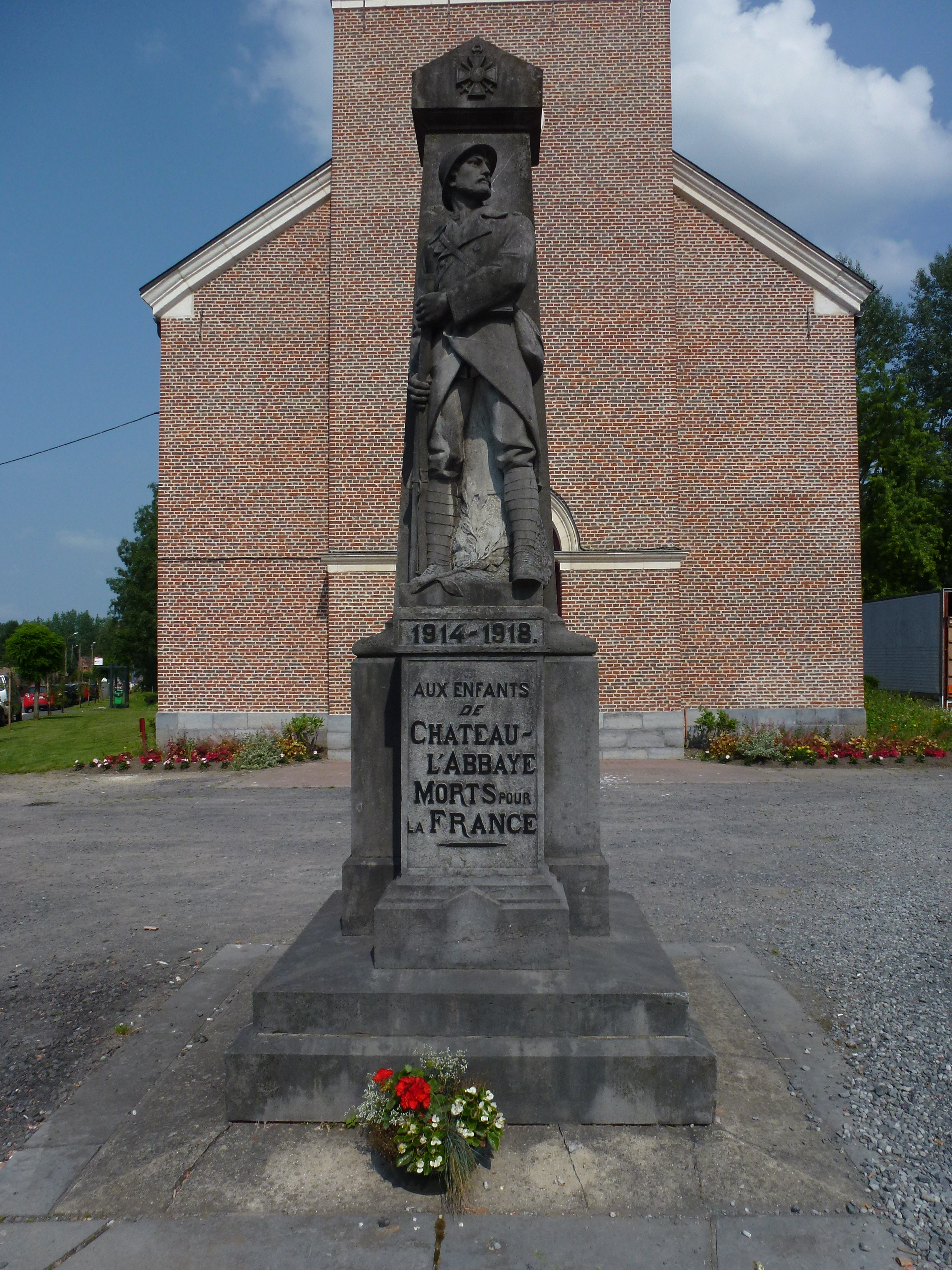
Monument aux morts
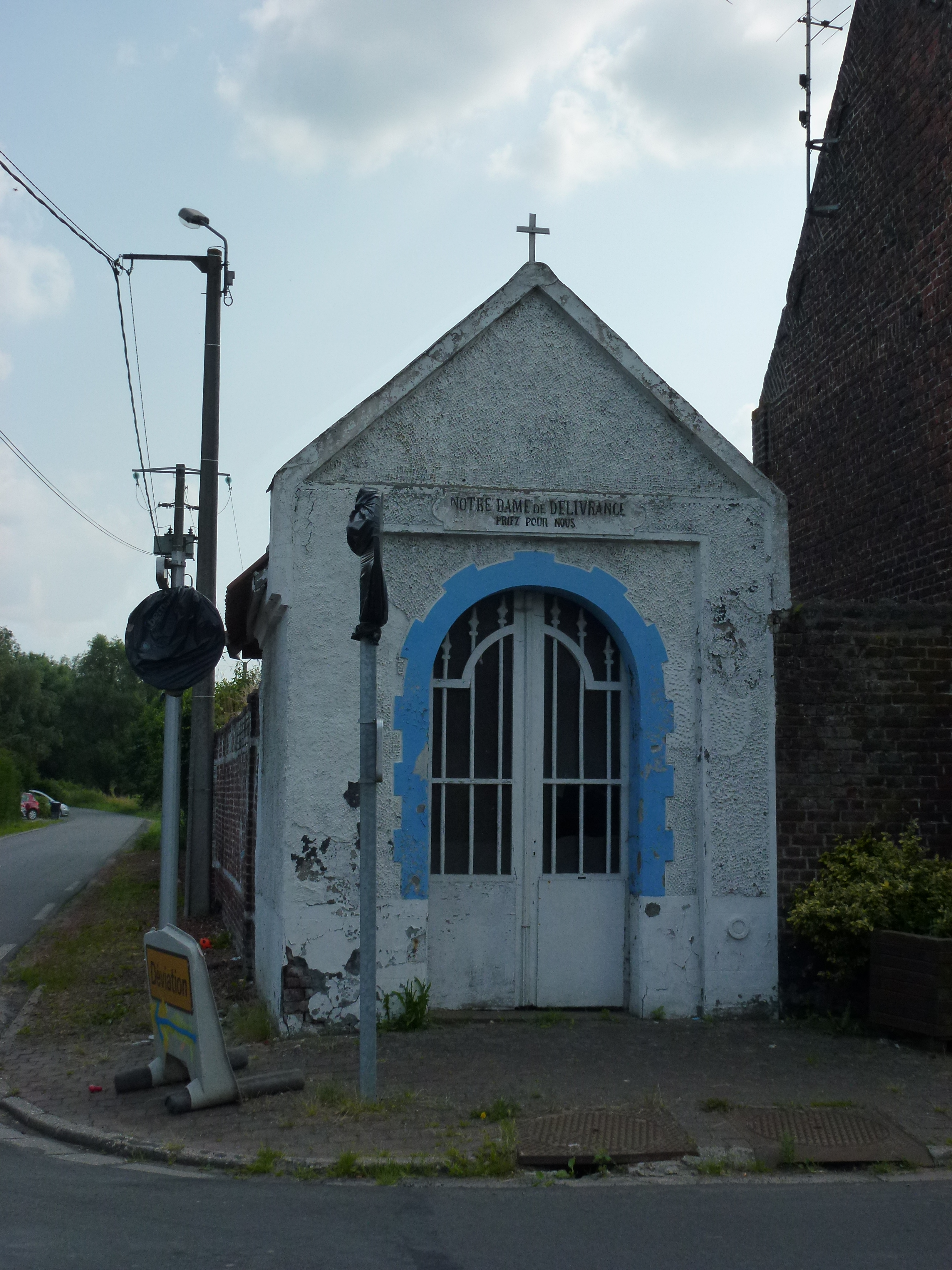
Oratoire N.D. de la Délivrance

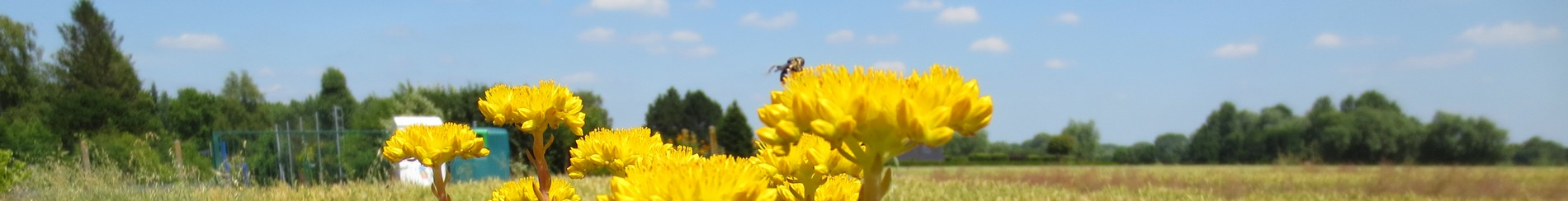
Le cimetière de Château-l'Abbaye

## Personnalités liées à la commune
- Nicolas de Montigny, Chanoine de l'Abbaye de Vicogne, huitième abbé de Château-l'Abbaye, écrivit les annales de Vicogne[35]
- Les Sœurs Fernig, nées à Château-l'Abbaye, ont combattu pendant les guerres révolutionnaires.

## Pour approfondir